# Andrzej Łaskarz

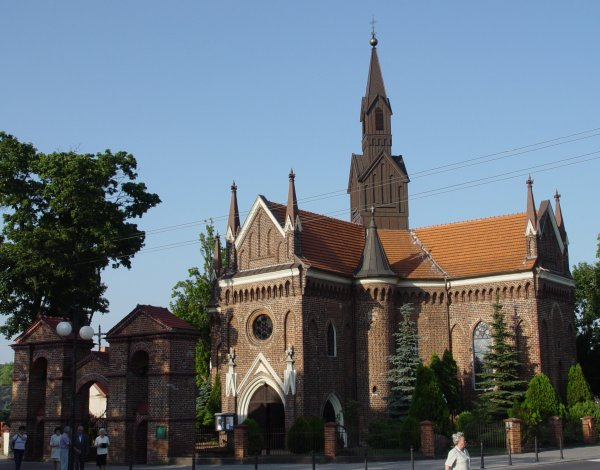
Kościół św. Andrzeja Apostoła w Gosławicach

Andrzej Łaskarz (Łaskarzyc, Laskary) z Gosławic herbu Godziemba (ur. w 1362, zm. w 1426) – biskup poznański, dyplomata, doktor praw, uczestnik soborów, reformator.

## Życiorys
Jego ojcem był komes Łaszcz z Gosławic, kasztelan koniński – wcześniej pełniący funkcję podłowczego lądzko-konińskiego, zaś matką Dorota (prawdopodobnie spokrewniona z biskupem poznańskim Piotrem Wyszem).
Naukę rozpoczął w Brodnicy, a następnie w 1379 podjął studia na Uniwersytecie Karola w Pradze, gdzie przed 1392 uzyskał tytuł bakałarza z dziedziny dekretów, jednak studia zakończył dopiero w 1393. Następnie udał się na uniwersytet w Padwie, gdzie z tej samej dziedziny uzyskał w 1405 tytuł doktorski.
Już w roku 1392 został prepozytem włocławskim i sprawował ten urząd do 1414. Również w 1392 rozpoczął karierę dyplomaty posłując do wielkiego mistrza krzyżackiego Konrada von Wallenrode. W 1397 został kanclerzem królowej Jadwigi, a rok później (w 1398) kapituła włocławska chciała wybrać go biskupem, jednak sam Andrzej odstąpił tron popieranemu przez króla Mikołajowi Kurowskiemu. Przed 1402 został kanonikiem płockim, a w 1405 pełnił funkcję kapelana króla Niemiec Ruprechta Wittelsbacha. W 1409 został kolektorem papieskim w Polsce, a także wziął udział, wraz ze swoim krewnym, biskupem poznańskim Piotrem Wyszem, w soborze w Pizie i pielgrzymce do Ziemi Świętej. W 1411 wraz z Jakubem Śledziem posłował do antypapieża Jana XXIII zanosząc mu skargę na Krzyżaków łamiących I pokój toruński. Rozwijała się również jego kariera duchowna. Już w 1413 był dziekanem krakowskim, kanonikiem gnieźnieńskim i poznańskim. Rok później (w 1414) został protonotariuszem papieskim i biskupem poznańskim. W międzyczasie od 1412 do 1414 z ramienia Władysława Jagiełły występował jako prokurator w procesie między Polską a Zakonem a następnie udał się jako członek oficjalnej polskiej delegacji na sobór w Konstancji, gdzie brał głównie udział w pracach komisji do spraw wiary i w rozprawach między Polską a Krzyżakami. Dał się tam również poznać jako zwolennik reformy kościoła i koncyliarysta. W 1419 znalazł się w orszaku króla podczas jego zjazdu z cesarzem w Nowym Sączu, a w roku 1420 znalazł się w poselstwie na sejm Rzeszy, który odbywał się we Wrocławiu, a podczas którego cesarz rozpatrywał spory polsko-krzyżackie. W tym samym roku wziął udział w synodzie zwołanym przez Mikołaja Trąbę do Wielunia. Był sygnatariuszem pokoju mełneńskiego 1422 roku. W 1422 ponownie brał udział w procesie z Krzyżakami, występując tym razem jako świadek, a w 1423 wziął udział w soborze w Pawii. W 1424 wraz z Pawłem Włodkowicem posłował do Rzymu, gdzie odpierali oni przed papieżem krzyżackie zarzuty. Podczas tego pobytu złożył również rezygnację z tronu biskupiego, która nie została jednak przyjęta. Z bulli papieża Marcina V z 1424 r. dowiadujemy się, że wraz z bratankiem Janem z Lichenia był fundatorem nowego kościoła w Gosławicach.
W świątyni tej znajduje się niezwykle interesujący zespół 26 herbów umieszczonych na kamiennych wspornikach podtrzymujących żebra sklepienia kościoła. Na kolumnie podtrzymującej sklepienie umieszczony jest herb Godziemba, którym pieczętowali się fundatorzy (herb ten występuje jeszcze czterokrotnie; na zewnątrz budowli, w prezbiterium, w aneksie północnym oraz na chrzcielnicy).
Jako zarządca diecezji poznańskiej zasłynął jako prawodawca. Wydane przez niego statuty podniosły karność duchowieństwa i poprawiły sprawność pracy duszpasterskiej. Wydał również uchwały antyhusyckie. Nadał przywileje kanonikom rezydującym w nadanych im beneficjach, dotując jednocześnie tych, którzy zdobywali wyższe wykształcenie. Dochody z młynów biskupich przeznaczył na pomoc chorym i ubogim w należącej do diecezji Słupcy, pośmiertnie zaś przekazał kapitule swój bogaty księgozbiór. Zmarł 24 sierpnia 1426 roku we wzniesionym przez siebie zamku w Gosławicach, a pochowany został w rozbudowanej za jego posługi poznańskiej katedrze.

## Upamiętnienie
Marcin ze Słupcy, żyjący w XV w., napisał łacińskie wierszowane Epitafium na cześć Andrzeja Łaskarza. Jednej z ulic Poznania niedaleko katedry nadano patronat Andrzeja Łaskarza.
W 2014 roku władze Konina postawiły przy świątyni w Gosławicach tablicę informacyjną o Andrzeju Łaskarzu. Jedno z miasteczek na Mazowszu nosi na cześć biskupa nazwę Łaskarzew.